# Ludmilla Herzenstein
Ludmilla Herzenstein (* 6. April 1906 in Sankt Petersburg; † 4. August 1994 in Berlin) war eine deutsche Architektin, Stadtplanerin und Kinderbuchautorin russischer Herkunft.

## Leben
Ludmilla Herzenstein wurde als Tochter eines Bauingenieurs in St. Petersburg geboren. Sie verbrachte Kindheit und Jugend in Berlin und begann 1926 das Architekturstudium an der Technischen Hochschule Berlin-Charlottenburg. 1929 bis 1930 war sie als Werkstudentin bei dem Architekten und ehemaligen St. Petersburger Baurat Alexander Klein und bei der „Allgemeinen Häuserbau AG Berlin“ tätig, bei der sie die Bauleitung der Wohnsiedlung Onkel Toms Hütte in Berlin-Zehlendorf übernahm, die Bruno Taut entworfen hatte. 1933 absolvierte sie ihr Diplom bei Heinrich Tessenow. 1935 bis 1945 arbeitete sie in verschiedenen Planungs- und Architekturbüros in Berlin, Rostock, Hamburg, Königsberg, Wiesbaden und Konitz/Westpreußen und war mit vielfältigen Tätigkeiten beauftragt. 1937 wurde sie in die Reichskulturkammer aufgenommen.

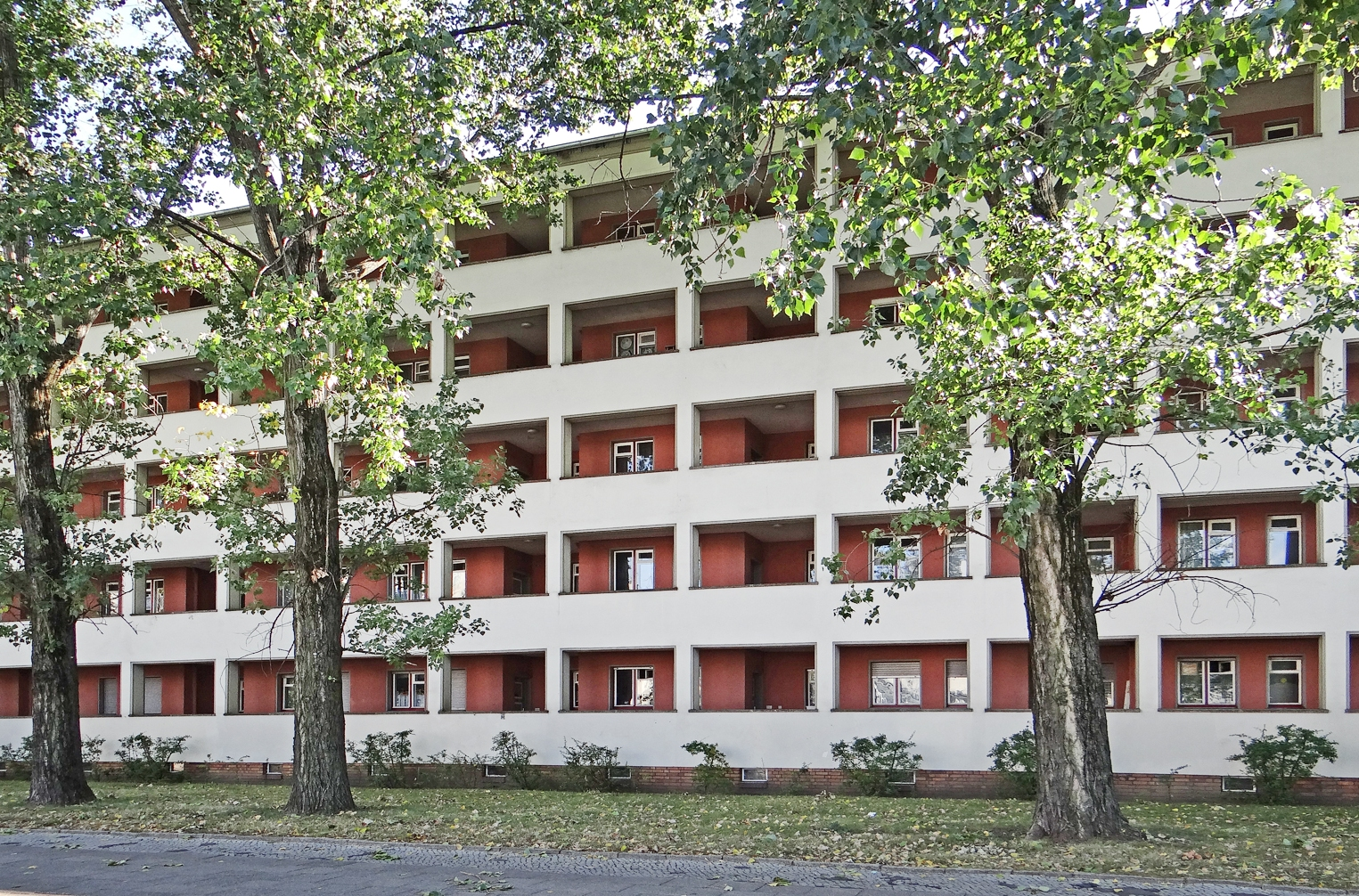
Laubenganghäuser in der Karl-Marx-Allee

Nach dem Ende des Zweiten Weltkriegs, im Dezember 1945, schrieb sie als „Weihnachtsgeschenk für die Berliner Kinder“ im Auftrag der Sowjetischen Militäradministration das Kinderbuch „Das neugierige Entlein“, das wegen Papiermangels nur als Hektografie verteilt wurde. Es erschien 1952 erstmals mit Illustrationen von Ingeborg Meyer-Rey und seither in vielen Auflagen und mehreren Übersetzungen. Im gleichen Jahr, 1945, wurde Ludmilla Herzenstein Referentin für „Forschende Statistik“ im Planungsamt des Berliner Magistrats und Mitarbeiterin in Hans Scharouns Planungskollektiv zur Erarbeitung eines Bebauungsplans (Kollektivplan) für das im Krieg stark zerstörte Berlin. In Kooperation mit Hans Scharoun entwarf sie zwei moderne Laubenganghäuser in der damaligen Stalinallee, die „Wohnzelle Friedrichshain“. Die beiden Häuser, die direkt an der Allee liegen, stammen von ihrem Reißbrett. Seit 1970 stehen die Laubenganghäuser wie die gesamte Karl-Marx-Allee unter Denkmalschutz und wurden 1997/98 saniert.
Ludmilla Herzenstein war der Architektur und dem Städtebau der 1920er Jahre und der Frauenbewegung verbunden. Bezeichnend für diese Ideen der Moderne ist ihre Veröffentlichung in Neue Bauwelt 19/1948, S. 291–294: „Je weniger Gemeinschaftseinrichtungen vorhanden sind, umso komplizierter wird der Haushalt, umso mehr weibliche Arbeitskraft bindet er, umso größer wird der Raumbedarf...“.

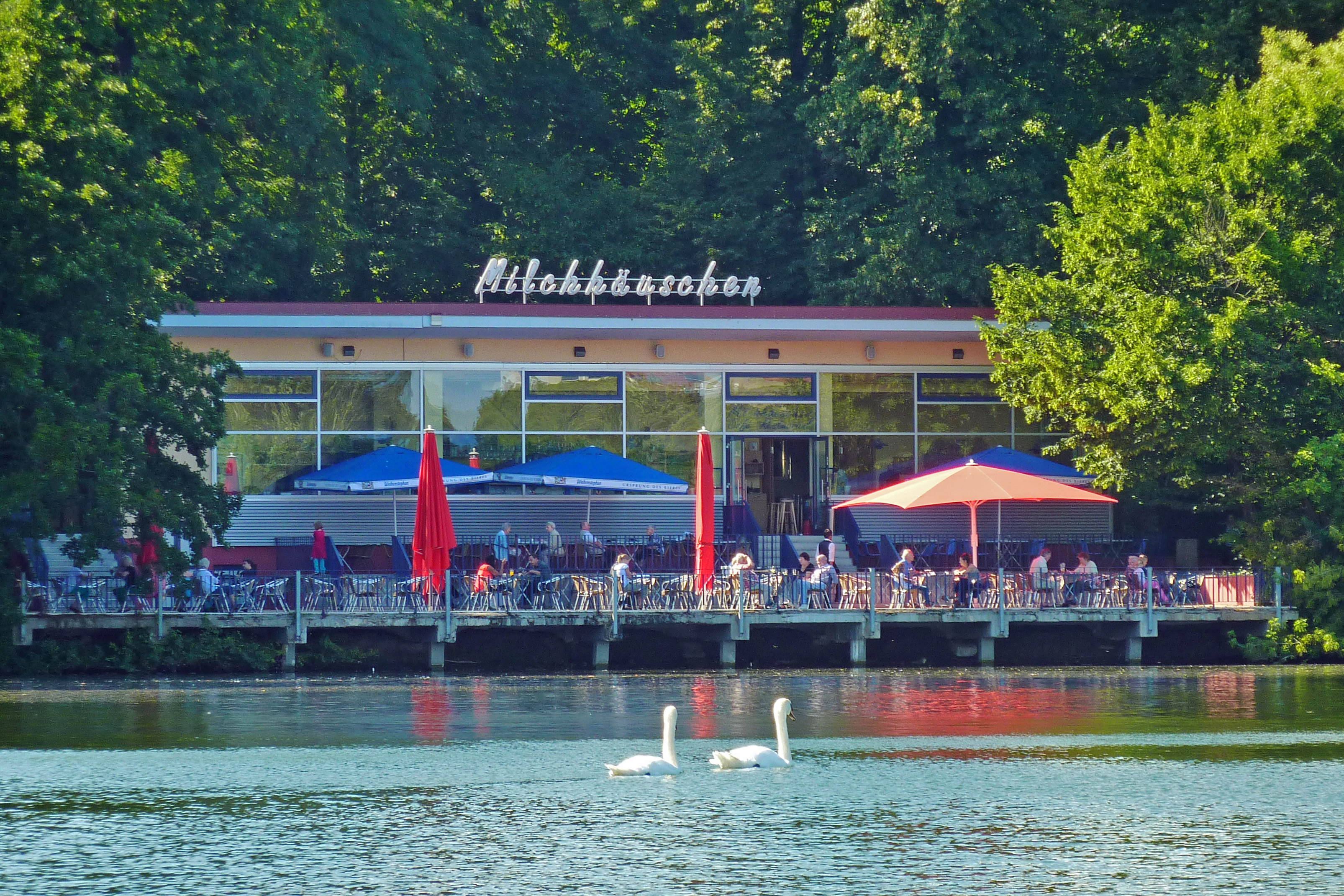
Milchhäuschen Berlin-Weißensee im Juli 2013

Nach der Teilung Berlins 1949 übernahm Ludmilla Herzenstein die Leitung der „Heimstätte Berlin“ in Ost-Berlin und war verantwortlich für die Ausführung der Laubenganghäuser. Bis 1958 hatte sie die Leitung des Referats für Wohnstättenplanung im Hauptamt für Stadtplanung in Ost-Berlin. Anschließend wurde sie Leiterin der Abteilung Stadtplanung im Berliner Stadtbezirk Weißensee, wo ihr die Sanierung von Altbaugebieten oblag. Von 1964 bis zu ihrem Ruhestand 1971 war sie Stadtbezirksarchitektin in Berlin-Weißensee; dabei entwarf sie u. a. 1966 die „Parkgaststätte Milchhäuschen“ im Park am Weißen See.

## Werke
- 1929–1931 Bauleitung der Siedlung Onkel Toms Hütte Berlin-Zehlendorf[3]
- 1949–1950 zwei Laubenganghäuser (mit Hans Scharoun), Karl-Marx-Allee 102/104 und 126/128, Berlin-Friedrichshain[2]
- 1966–1968 Parkgaststätte Milchhäuschen, Parkstraße 33a, Berlin-Weißensee

## Schriften
- 1948 Bevölkerungsentwicklung als Faktor der Stadtplanung. In: Bauplanung und Bautechnik Heft 7
- 1948 Bevölkerungsentwicklung als Grundlage der städtebaulichen Planung. In: Neue Bauwelt Heft 19
- 1949 Zur Diskussion um den Berliner Aufbauplan. In: Neues Deutschland vom 20. Juli 1949
- 1959 Popularisierung der Stadtplanung. (Artikelserie) In: Weißenseer Nachrichten
- 1960 Einiges aus der städtebaulichen Praxis. In: Deutsche Architektur Heft 11
- 1963 Komplexe Instandsetzung im Stadtbezirk Berlin-Weißensee. In: Architektur der DDR Heft 8

## Auszeichnungen
- 1962 Schinkel-Plakette des Bundes der Architekten der DDR (BdA)
- 1962 Ehrennadel in Bronze des Demokratischen Frauenbundes Deutschlands
- 1963 Ehrennadel der Nationalen Front
- 1965 Verdienstmedaille der DDR